# Pavlò Titxina
Pavlò Titxina (ucraïnès: Павло Тичина)  (Pisky, 11 de gener de 1891 (Julià) - Kíiv, 16 de setembre de 1967) va ser un poeta, intèrpret, publicista, activista, acadèmic, i estadista ucraïnès.
Va crear el poema de l'himne Anthem de la República Socialista soviètica ucraïnesa.

## Biografia
Nascut a Pisky el 1891, va ser batejat el 27 gener, considerada erròniament la seva data de naixement fins fa poc. El seu pare, Hryhoriy Timofiyovych Titxin, era una diaca de poble i un mestre de l'escola de gramàtica local. La seva mare, Maria Vasylivna Titxina (Savytska), era onze anys més jove que Pavlò pare. Pavlò va tenir nou germans: cinc noies i quatre nois. Al principi, el jove Titxina va estudiar a l'escola elemental del districte que havia estat oberta a Pisky el 1897. La seva primera mestre va ser Serafima Morachevska que més tard li va recomanar provar el seu talent al cor. El 1900 es membre d'un cor en el monestir Trinity (Troitsky) prop de Txerníhiv. Simultàniament el jove Titxina va estudiar en l'escola teològica de Txerníhiv. El 1906 el pare de Pavlò va morir. El 1907 Pavlò va acabar l'escola.
Entre 1907 i 1913 Titxina va continuar la seva educació en el seminari teològic de Txerníhiv. Allà fa amics com el futur poeta,Vasyl Ellan-Blakytny. També va conèixer Mikhailo Kotsiubinski que va influir molt les seves primeres feines. El 1912-1913 els treballs de Titixina aconsegueixen ser publicats en diverses publicacions locals. Entre 1913-1917 estudia al departament d'Economia de l'Institut Comercial de Kiiv, que no va acabar. Alhora, va treballar en els consells editorials del diari Rada i la revista Svitlo (1913–14) Els estius us va treballar per l'agència estadística de Txerníhiv. Més tard va treballar com l'ajudant del director del cor en el teatre Mykola Sadovsky.
Quan va esclatar la Primera Guerra Mundial va ser traslladat a l'institut de Saràtov. Titxina, en el trasllat a la seva nova destinació, va caure malalt i es va veure forçat a aturar-se per recuperar-se. Va trobar acollida a la casa d'un altre poeta, Volodymyr Samiylenko, a Dobrianka. Durant la guerra va treballar en diverses publicacions ucraïneses. El 1920 Pavlo es membre de Pluh. Després d'un èxit immediat amb la seva poesia, el 1923 es va traslladar a Khàrkiv, entrant al primer món vibrant de les organitzacions literàries ucraïneses de després de la revolució. El 1923 es va unir a l'organització Hart després de traslladar-se a Khàrkiv i el 1927 a VAPLITE. Els anys 1920 Titxina va ser membre de l'ajuntament de Khàrkiv com a independent.
La controvèrsia sobre les tendències ideològiques de VAPLITE i el contingut de diversos poemes de Titxina van fer que fos criticat per raons ideològiques. Com a resposta, Titxina va deixar d'escriure i tothom va assumir que era el final de la seva obra. Més tard es va fer de Chervonyi Shliakh, i va començat a estudiar armeni, georgià, i llengües turqueses, i va convertir-se en l'activista de l'Associació d'Estudis Orientals a Kiiv.

## Estil
La seva feina inicial va tenir connexions fortes amb el moviment literari simbolista, però el seu estil es va transformar diverses vegades durant la seva llarga carrera i freqüentment imitava el realisme socialista. Les seves primeres feines es van donar a conèixer a l'escena avantguardista ucraïnesa amb la seva acolorida imatgeria i ritmes dinàmics. Tanmateix, mentre l'aproximació comunista a expressió artística l'enduria
i el seu paper d'artista estatal el feia més definit i restringit, la poesia de Titxina va canviar força dramàticament, utilitzant un clar llenguatge pro-comunista, incloent una oda a Ióssif Stalin, i les lletres de l'himne estatal de la República Socialista Soviètica d'Ucraïna.
El 1933 el diari Pravda va publicar el seu poema "Els avantatges del Partit" en ucraïnès. Titxina era sovint criticat per exiliats ucraïnesos per l'elogi del comunisme i l'opció pel règim en la seva obra.
Titxina representa una figura complicada en ambdós sentits, polític i acadèmic. Molts intel·lectuals de l'exili ucraïnès i estudiosos de la història literària ucraïnesa no podien acceptar la submissió de Titxina a l'autoritat política i l'aparent abandonament de molts dels seus companys literaris als horrors de l'estalinisme. El mèrit cert de la seva poesia més posterior va ser difícil de jutjar en un entorn tan amarg. També esdevé difícil de determinar les seves emocions en aquest entorn repressiu.
La disposició de Titxina per treballar amb les autoritats, tanmateix, no va impedir les autoritats soviètiques a forçar-lo a escriure una carta de refús a la seva candidatura per un premi Nobel, probablement a causa de ser ucraïnès.

## Obres
- Clarinets del Sol, (1918)
- El Plow, (1919)
- En comptes de Sonets o Octaves, (1920)
- El Vent d'Ucraïna, (1924)
- Chernihiv, (1931)
- El Partit és la nostra Guia (1934)
- Sentiments d'una família unificada, (1938)
- Cançó de Joventut, (1938)
- Acer i Tendresa, (1941)
- Estem anant a batalla, (1941)
- Patriotisme en feines de Majit Gafuri, (1942)
- Funeral d'un amic, (1942)
- El Dia que ve, (1943)

## Premis
- Premi Estatal de l'URSS 1941 per la col·lecció de poesia "Un sentiment de la família unida" (“Чуття єдиної родини”)
- Premi nacional Xevtxenko 1962 (juntament amb Oleksandr Hontxar i Platon Maiboroda) per obres selectes en tres volums (1957)
- Heroi del Treball Socialista 1967 per activitat literària i cívica
- Orde de la Bandera Roja del Treball (dues vegades)
- Orde de Lenin (cinc vegades)
- Medalla d'or "Falç i martell"

## Llegat[calcitació]
Noms de carrer
- Kiiv
- Txerníhiv
- Ivano-Frankivsk
- Vanadzor, Armènia

Plaques commemoratives
- Kiiv (Al carrer Tereixtxenko, 5, també obert un museu-apartament de Tittxina)
- Khàrkiv
- Ufa (Al carrer Pushkin, 79)
- Txerníhiv (Sobre l'edifici de l'antic Seminari)

Monuments
- Poble de Pisky